# Очна ставка
Очна ставка — це одночасний допит двох раніше допитаних осіб, у показаннях яких є істотні суперечності, або це якась суперечка, але не поза очі комусь, а віч-на-віч.
В сучасному українському кримінальному процесі не застосовується через свою неефективність.

## Різновиди суперечностей
Суперечності можуть полягати у такому:
- ствердження однією та заперечення іншою особою одного й того ж факту, що є важливим для правильного вирішення кримінальної справи;

- значні розбіжності щодо ознак певного об'єкта чи субєкта;

- суттєві розбіжності щодо інших обставин справи, які стосуються предмета доказування: дати, часу, місця події та інших обставин справи.

## Мета очної ставки
Мета очної ставки не усунення суперечностей у показаннях осіб, а перевірка правдивості раніше отриманих показань. Очна ставка проводиться, переважно не для збирання доказів, а для перевірки достовірності вже зібраних.
Підстави проведення очної ставки:
- попередній допит кожної з двох осіб, викликаних на очних ставку;

- наявність суперечностей у показаннях цих осіб.

Рішення про проведення очної ставки слідчий має приймати тільки в тому разі, коли він переконаний, що ця слідча дія сприятиме встановленню істини у справі, а не зашкодить цьому.
Учасниками очної ставки можуть бути особи, що мають як однакове, так і різне процесуальне становще (свідки, потерпілі, підозрювані, обвинувачені). Не може бути учасниками очної ставки експерт, показання якого є лише розясненням наданих ним висновків у справі та самостійного значення не мають. На очній ставці можуть бути присутні: перекладач, законний представник, захисник та інші особи присутність яких не заборонена КПК України.

## Процесуальний порядок проведення очної ставки
1. На початку очної ставки слідчий встановлює, чи знають викликані на очну ставку особи один одного, в яких стосунках і відносинах вони перебувають;
2. Свідків попереджають про кримінальну відповідальність за відмову давати показання та за давання завідомо неправдивих показань, а потерпілих — за давання завідомо неправдивих показань (статті 384, 385 КК України);
3. Особам, яких викликано на очну ставку, по черзі пропонуються дати показання про ті обставини справи, для зясування яких очну ставку призначено;
4. Отримавши показання від обох учасників очної ставки, слідчий має право поставити додаткові запитання, а потім дозволити їм поставити запитання один одному;
5. Показання, що дали учасники очної ставки на попередніх допитах, і зафіксовані за допомогою звукозапису, також можна оголосити лише після давання ними показань на очній ставці та запису їх до протоколу;
6. Усі показання та відповіді на запитання заносяться до протоколу очної ставки в тій послідовності, в якій їх давали викликані особи. Показання допитуваних осіб і відповіді на поставлені їм запитання викладаються від першої особи та по можливості дослівно. По закінченні очної ставки та складання протоколу слідчий повинен надати можливість допитуваним особам особисто ознайомитись з його змістом або прочитати протокол уголос на їхнє прохання. Особи, що допитувались і були присутні при проведенні очної ставки, мають право просити про внесення доповнень і поправок до протоколу. Ці доповнення і поправки мають бути занесені до протоколу. Протокол підписють усі учасники очної ставки, а якщо він написний на декількох сторінках, то підписують кожну сторінку окремо.

## Протокол очної ставки
Своєрідність допиту на очній ставці, відмінності в характері та обсязі показань кожної з допитуваних осіб впливають на вибір форми викладу описової частини протоколу очної ставки. Так, у деяких випадках доцільно викладати показання кожного з допитуваних, розділивши аркуш протоколу по вертикалі на дві частини. Відповідно кожен з допитуваних буде підписувати свої показання на відповідній частині аркуша.